# Флюенс
Флюенс — характеристика випромінювання, інтеграл від потоку по часу. Флюенс пов'язаний із дозою або експозицією. Коли розглядається потік частинок, одиницею вимірювання флюенсу є кількість частинок на одиницю площі, у системі SI — м−2. Коли розглядається потік енергії, флюенс вимірюється в одиницях енергії на одиницю площі, у SI — Дж·м−2.
1. ↑  en:Specific activity